# ケイオスマジック

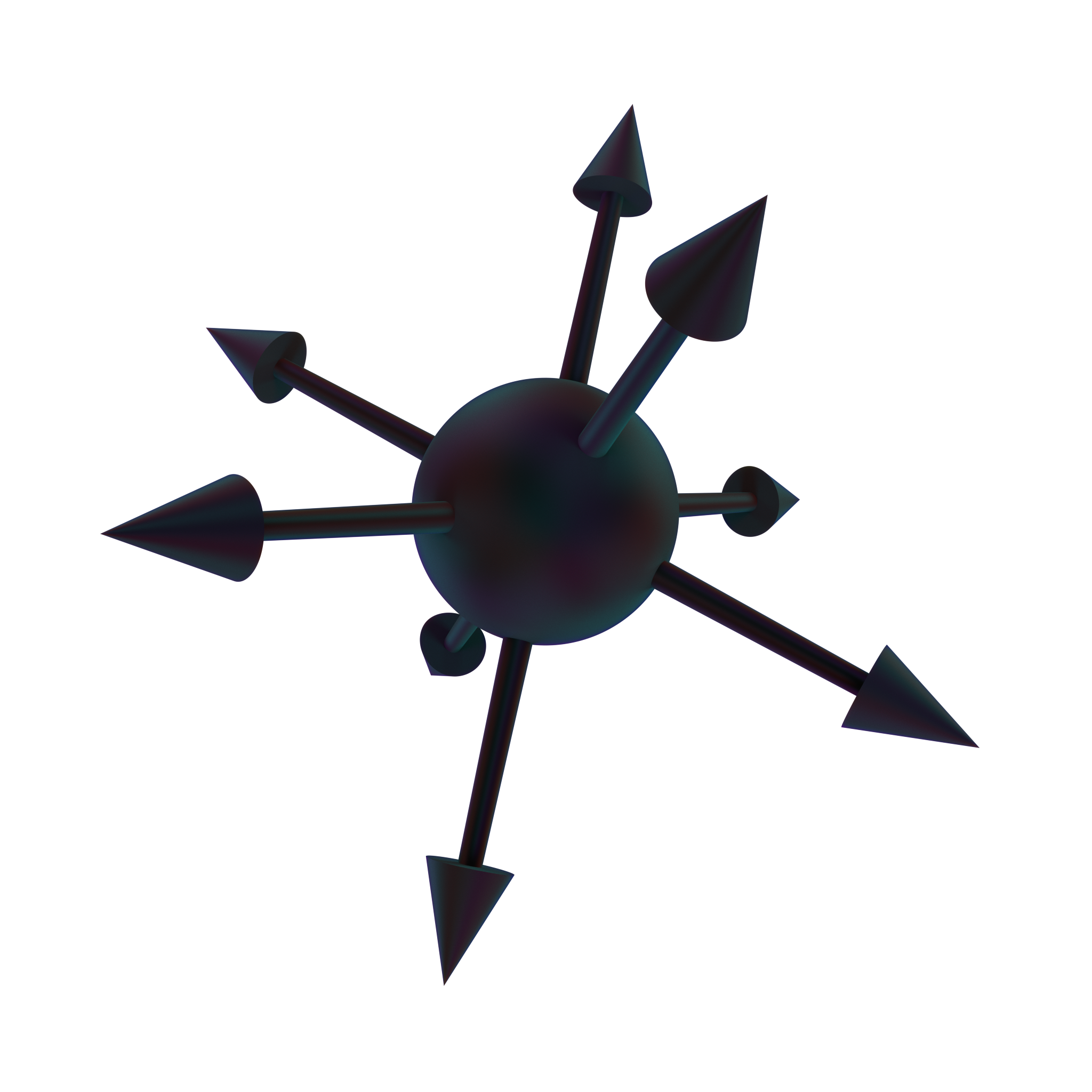
ケイオスマジックのシンボルとして知られるケイオス球体。

ケイオスマジック (英: chaos magic、混沌魔術あるいはたんにケイオスとも) は1970年代後半のイギリスのウェスト・ヨークシャーで生まれた魔術の一潮流である。西洋儀式魔術やネオシャーマニズムを思わせる様々な技法によって、主観的経験と客観的現実の双方を変えることができる、と多くの実践者は考えている。しかしながら、魔術が発現する径路ははたして超常的なものだろうか、と疑問を呈するケイオスマジシャンもいる。
ケイオスマジックとは、ある特定の体系や様式ではなく、既存の諸体系を借用したり（サンプリング）、組み合わせたり（ミックス）、自分独自のものを編み出す (DIY) 実践態度の謂いであると理解される。シジル魔術など、ケイオスマジック特有の技法もいくつかあるが、ケイオスマジックはきわめて個人主義的で、各自が他の信念体系から自由に借用する傾向が強い。この意味において、一部のケイオスマジシャンは自分達の実践をパラダイムの海賊行為の一種とみなしている。よくあるネタの素材としては、SF・科学理論・儀式魔術・シャーマニズム・東洋哲学・世界の諸宗教・自分独自の実験的アイデアなどがある。ケイオスマジシャンは各人各様できわめて多様性に富んでいるものの、道家の渾沌やディスコーディアニズムのエリス崇拝といった、混沌風味でひねりのきいたものを枠組に用いる傾向がある。
英語圏ではケイオス的思想を支持するケイオスマジック実践者はケイオト (chaote) とも称される。日本では一部でカオイスト (chaoist) とも称されている。

## ケイオスマジックの象徴
ケイオスマジックの象徴と言われる混沌の印形は、IOTによって唯一採用された認証用の象徴である。ピーター・J・キャロルによって発表された。
元ネタはエターナル・チャンピオンシリーズの中の『エルリック・サーガ』に登場する混沌の神の象徴である。

## 歴史
芸術家にして神秘家であったオースティン・オスマン・スパーは、少しの間だけアレイスター・クロウリーのA∴A∴の仮参入者だったが、袂を分かち、独力で研鑽を行った。彼の理論と実践のかなりの部分が後のケイオスマジックにヒントを与えた。特にスパーは、シジルの使用法およびノーシスによってシジルを力あるものとする方法を開発した。最も基本的なシジルワークはスパーの技法を再現したものである。その方法は、魔術的意図を詳述する文句を作り、重複した文字を消去し、残った文字を芸術的に組み合わせてシジルを形成するというものである。スパーはケイオスマジックが生まれる前に亡くなったが、彼がノーシスに基づく技法を好み、伝統的魔術体系を否定したことから、多くの人はスパーをケイオスマジックの父と見なしている。
スパーの死後も、伝統的な魔術結社の枠外での魔術師たちの実験は行われ続ける。この実験的風潮には、スパーの仕事の他にも多くの影響源があった。たとえば、1960年代と1970年代初期のカウンターカルチャー、アレイスター・クロウリーとイズレイエル・レガーディーといった魔術師たちによる魔術の情報公開、ディスコーディアニズムとロバート・アントン・ウィルソンの影響、ウイッカによる魔術の大衆化である。
1976年、デットフォードでピーター・キャロルとレイ・シャーウィンが出会ったことが、ケイオスマジックの発祥とされている。そして1978年、キャロルとシャーウィンはケイオスマジック団体 Illuminates of Thanateros (IOT) を創設した。ピーター・J・キャロルの著書 Liber Null (1978) によって、現在ケイオスマジックとして知られている、この新しい実験的な魔術への展望はさらなる進展を見た。この本とキャロルの Psychonaut (1981) は重要な原典であり続けている。しかしそれでもケイオスマジックは概ね魔術の諸流派の中でもきわめて非体系的なもののひとつである。

## ケイオスマジックの用語と実践

### ノーシス
ノーシス (gnosis、ギリシア語のグノーシスの英語読み) はキャロルによって導入されたコンセプトであり、キャロルの魔術理論において、ほとんどの種類の魔術作業にとって必要な特殊な意識状態と定義される。これは、魔術の力の源はエネルギーであるとか霊であるとか象徴的所作である、といった従来の考え方に別の視点をもたらすものである。アレイスター・クロウリーはインドのヨーガと仏教の概念であるサマーディを西洋のオカルティズムに普及させ、オースティン・オスマン・スパーはさらにこれを掘り下げて探求した。このサマーディがノーシスの先駆的概念である。ケイオスマジックにおいては性的亢奮や痛みなどの刺激を活用するといった幅広いノーシスの方法が考えられている。
ノーシスは、心がひとつの点や思念や目標にだけ集中し、他の思考はいっさい押しのけられた時に達せられる。ケイオスマジックのユーザーは各自この状態に達する自分なりのやり方を開発する。そうした方法はすべて、単純な思考／指示が、ノーシス中に経験され、その後すみやかに忘却され、潜在意識に送り込まれると、その指示は意識に知られることのない径路を経て実行されるという考えに拠っている。
黒野忍はこの意識状態をマジカルモードまたは魔術意識と名付けて著書に記している。
実在のケイオトであるグラント・モリスンは、コミックブック叙事詩 The Invisibles で、ケイオスマジシャンの理論と実践をドラマチックに描いた。

### 魔術的パラダイムシフト
けだしケイオスマジックの最もきわだった特徴は魔術的パラダイムシフトというコンセプトである。キャロルは哲学者トマス・クーンの言葉を借りて、魔術の世界観（パラダイム）を恣意的に転換させるという技法をケイオスマジックの主要コンセプトとした。魔術的パラダイムシフトとは、たとえば、ラブクラフト的儀式を行ったかと思えば、次の儀式ではエドレッド・ソーソンのルーン魔術本から採った技法を用いる、といったもの。この二つの魔術的パラダイムはとても異なっているが、個人が一つのパラダイムを使っている間は、他のすべての（しばしばそれとは矛盾した）パラダイムを無視するほどにまで、それをすっかり信じ込んでいるのである。信念体系を意のままに変えることはディスコーディアニズムの信奉者たちも実践することがある。
「何も真実ではない、すべては許されている」は、よく引き合いに出されるケイオスマジックのモットーであるが、これは中世ペルシアのアサシン教団の教主ハサン・サッバーフの言葉とされ、フリードリヒ・ニーチェが『道徳の系譜』第3論文24節で用いた引用句である。クロウリーの「汝の意志するところを為せ、を法のすべてとせよ」と同様に、この文句はしばしば誤って「客観的真理などというものはない、だから何であろうと自分の選んだことを行うのは自由だ」と文字通りの意味に解釈される。しかし「何も真実ではない、すべては許されている」とは、解釈を敷衍すれば「私達の知覚を離れた客観的真理などない、ゆえに、あらゆることは真実であり可能である」という意味になる。
IOTにおいてはこれが言葉通りに考えられていたとされる。参入儀式において「あなたは究極の真実がないと知っているか？」と尋ねられるということを元IOTメンバーの黒野忍が著書に記している。
信念 (信仰／信受) は受動的に無意識的に信じ込むだけのものではなく、自らの意志によって意識的に利用できるツールであるということ。一部のケイオスマジシャンは、普通ではない奇抜な信念を試みることはそれ自体価値のある経験だと考えている。彼らにとって信念の柔軟性は、ある種の強みであり、神経回路が型に嵌らず自由に機能しているという意味での自由である。一方、魔術作業にはどんな「信念」も必要ないと言うケイオスマジシャンもいる。

#### パラダイムの海賊行為
信念は流動的であるという考えはケイオスマジック以外でも見られ、特にディスコーディアニズムの信奉者にはよく知られている。「パラダイムの海賊行為」という言葉は、意のままに信念を変えるというこの実践の名称としてジョシュア・ウェッゼルが作った造語であるが、その意味では、パラダイムの海賊行為は信念を変えることの魔術的側面よりむしろ宗教的な面に重きを置いており、ケイオスマジックを実践するにはパラダイムの海賊になる必要があるというわけではない。

## 日本における混沌魔術の発展
ピーター・J・キャロルが「混沌魔術」なる一部を興したのが英国であったように、魔術の中心は英国にあった。そこで1990年　黒野忍が魔術結社SSSSから換骨堕胎したBPWを結成。日本で初の本格的な混沌魔術団体となる。
彼らは既存の魔術団体の「位階制度」を放棄し、新たに「クラス」を導入と「研究班」の設定をした。また通信教育を主体として活動。初級クラスから始まり、月一回届くテキストと指導書を読みながら学習すると言うものであった。そしてある程度の実力に達したら参入儀式を経て、初めて会員となり中級へ進む。中級で魔術のほとんどを習得し、上級課程に進むと言うものであった。３部構成のクラスはILとは違い、クラスト階級は異なるものとされていた。中級以上のメンバーは「研究班」に加わることができ、そこでは混沌魔術班/儀式魔術班/カバラ班の３つがあった。機関誌『NEMESISS」が年一回発行され、13冊発行されており、革新的で挑戦的な内容は日本の魔術界に大きな衝撃を与えた。現在、BPWの資産は混沌の騎士団に継承されている。

## 著名なケイオスマジシャン
- Carlos Atanes：スペインの映画監督、劇作家、カオスマジックに関するエッセイの著者。
- John Balance  ジョン・バランス：Coil (バンド)、故人
- Peter J. Carroll ピーター・J・キャロル：IOT創始者
- Jaq D. Hawkins  ジャック・D・ホーキンス
- Phil Hine  フィル・ハイン
- Grant Morrison  グラント・モリスン：コミックアーティスト
- Ian Read  イアン・リード：Chaos International 誌編集人、Fire + Ice (バンド)
- Ray Sherwin レイ・シャーウィン：IOT創始者
- Lionel Snell  ライオネル・スネル：様々な変名で書かれた魔術エッセイの著者
- Ralph Tegtmeier  ラルフ・テークトマイヤー (フラターUD)：元ドイツIOTの中心人物